# Institut für Wissenschaft und Ethik
Das Institut für Wissenschaft und Ethik (IWE) ist eine Einrichtung der Rheinischen Friedrich-Wilhelms-Universität Bonn. Es beschäftigt sich mit ethischen Fragestellungen in Medizin, Naturwissenschaft und Technik, um nach eigenen Angaben „einen verantwortungsvollen Umgang mit den in diesen Gebieten entstehenden neuen Handlungsmöglichkeiten zu fördern“. Es realisiert Forschungsprojekte und Gutachten, fördert den wissenschaftlichen Nachwuchs und den interdisziplinären Diskurs mit diversen Veranstaltungen und Lehrangeboten. Außerdem gibt es Publikationen heraus, darunter das Jahrbuch für Wissenschaft und Ethik.
Gegründet wurde das IWE im Jahr 1993 auf Initiative der Universität Bonn, der Universität Essen, des Forschungszentrums Jülich (FZJ) und des Deutschen Zentrums für Luft- und Raumfahrt (DLR). Getragen wurde es ursprünglich vom eingetragenen Verein mit gleichem Namen und mit Sitz in Bonn. Seit 2010 ist das IWE eine Zentrale Wissenschaftliche Einrichtung der Universität Bonn, die vom Verein weiterhin begleitet wird. Leiter des Instituts ist als dessen Direktor Dieter Sturma.